# マジド・シャイエステ
マジド・シャイエステ（مجید شایسته Majid Shayesteh、1961年5月31日 - ）は、イラン出身の俳優、タレント。旧芸名は真面登シャイエステ。
青森県弘前市でインド料理店を経営していたが、現在はタレントとして活動している。
2009年、自身が監修を手掛けた「トマト風の煮込みチキンカレー」が青森県、岩手県のサークルKサンクスで販売された。

## 出演

### テレビドラマ
- ジューン・ブライド（1995年）- ワリー 役
- 火曜サスペンス劇場 わが町 第7作「日本語学校の教師、風俗の女」（1996年）
- はぐれ刑事純情派 第9話「逆転犯罪! 喪服の女」（1996年）
- 荒俣宏の風水で眠れない ドラマ 東京龍（1998年）
- トーキョードラゴン（1998年）

### テレビ番組
- ものまね王座決定戦（1993年）
- ここがヘンだよ日本人
- 奇跡体験!アンビリバボー

### 映画
- 借王2（1997年）